# Эрт, Адольф
Адольф Эрт (*31 августа 1902 — †28 июня 1975) — немецкий социолог, публицист и общественный деятель. В 1934—1937 годах возглавлял Русский научный институт в Берлине.

## Биография

### Происхождение
Родился в Саратове в семье дипломата. По происхождению немец-меннонит.
Дед по отцовской линии — Роберт Карл Эрт (1851—1905), основатель и владелец торгового дома в Саратове. После начала Первой мировой войны бизнес как «вражеское имущество» был конфискован и затем ликвидирован.
Отец — Оскар Эрт (1876—1943), по образованию инженер, был германским консулом в Саратове, в годы гражданской войны в России — вице-консулом в Харькове, столице советской Украины.

### Ранние годы
В 1915 году семья перебралась в Германию, где Адольф Эрт окончил реальную гимназию.
С 1922 по 1927 год изучал экономику, госуправление и социальные науки в Берлине и Франкфурте, также учился в Высшей торговой школе в Берлине (ныне — часть Берлинского университета). 28 ноября 1931 года защитил кандидатскую диссертацию на тему «Меннониты в России — с момента переселения до наших дней».

### От общественного деятеля к пропагандисту
В 1931—1933 годах Эрт был сотрудником Евангелического пресс-объединения Германии, боровшегося с советской антирелигиозной пропагандой. Печатался под псевдонимами Доктор ***, Доктор Адольф и Доктор Карстен.
Однако достаточно скоро он перешел к более широким категориям в области информационного сопровождения антибольшевистских кампаний. На этой почве сошёлся с нацистами и в 1931 или 1932 году вступил в НСДАП. Под давлением председателя пресс-объединения был вынужден выйти из неё, но неформально числился под другой фамилией. В 1935 году был снова официально принят в партию.

### Антикоминтерн
Приход к власти в Германии нацистов ознаменовался институциализацией пропагандистской и информационной работы против большевизма. Под эгидой Министерства пропаганды был образован Общий союз германских антикоммунистических организаций — структура, созданная как «объединенный фронт из эмигрантских и немецкий организаций для борьбы с большевизмом». Со временем она стала называться просто Антикоминтерном. Основная деятельность Антикоминтерна сводилась к подготовке докладов и печатной продукции с критикой советской идеологии и её зверств. Немалое место отводилось и антисемитской пропаганде.
Среди сотрудников организации выделялись барон Меллер-Закомельский и Аксель Шмидт.
В мае 1933 года при Антикоминтерне была организована русскоязычная газета «Новое слово» под редакцией Владимира Деспотули — печатный орган правой части эмиграции.
Эрт возглавлял Антикомминтерн с 7 сентября 1933 по 17 марта 1937 года, пока ему не пришлось оставить эту должность из-за борьбы за власть между Геббельсом, к которому он был близок, и Розенбергом, претендовавшим на ту же деятельность.

### Эрт иИван Ильин
Пути Эрта и Ильина пересеклись, возможно, ещё в конце 1920-х годов, когда Ильин работал в Русском научном институте в Берлине и публиковался в издательстве Эккарт. Оба автора участвовали в написании «Книги страданий русских христиан» (1930), а впоследствии написали совместную работу «Высвобождение преисподней» (1932), где Ильин выступил под псевдонимом Юлиус Швайкерт. Эрта иногда называют покровителем Ильина. 16 ноября 1933 года Эрт стал председателем Попечительского совета института (Ильин был его президентом, затем вице-президентом). Составитель собрания сочинений Ильина профессор Ю. Т. Лисица указывает, что увольнение Ильина из института было связано с отказом от предложения Эрта участвовать в антисемитской пропаганде.
Формально Эрт оставался в должности председателя Попечительского совета до 20 декабря 1937 года.

### Уход с политической арены
Розенберг, выступавший против идейной позиции Геббельса по консолидации русской эмиграции, добился смещения Эрта со всех постов. Бывший глава Антикоминтерна перешел на государственную службу в Имперское управление статистики (ноябрь 1937 г.), где дослужился до правительственного советника (10.3.1942).
В годы Второй мировой войны — сотрудник Экономического штаба Ост.

### После войны
После окончания войны вместе с коллегами по штабу Ост сотрудничал с британской разведкой в области исследования советской экономики.
С 1956 года вплоть до пенсии работал в БНД.

## Сочинения
- Das Mennonitentum in Russland von seiner Einwanderung bis zur Gegenwart. Langensalza: J. Beltz, 1932.
- (mit J. Schweikert) Entfesselung der Unterwelt. Berlin: Eckart-Verl., 1932.
- Totale Krise - totale Revolution? Berlin: Eckart-Verl., 1933.
- Bewaffneter Aufstand! Berlin: Eckart-Verl., 1933.
  - шведская версия — Väpnat uppror! Stockholm: Svea Rikesvörlag, 1933.
  - голландская версия — Bewapende opstand! Berlin: Eckart-Uitgeversmaatschappij, 1933.
  - французская версия — Révolte armée: révélations sur la tentative d'insurrection communiste à la veille de la Révolution nationale. Berlin: Eckart-Verl., 1933.
  - испанская версия — Rebelión armada. Berlin: Eckart-Verl., 1933.
- Communism in Germany. Berlin: Eckart-Verl., 1933.
- Brüder in Not! Berlin: Evang. Pressverband f. Deutschland, [1933].
- (mit H. Roden) Terror. Die Blutchronik des Marxismus in Deutschland. Berlin: Eckart-Verl., 1934.
- Der Weltbolschewismus. Berlin: Nibelungen-Verl., 1936 (как редактор и автор раздела про Германию).